# 헤어 드라이어

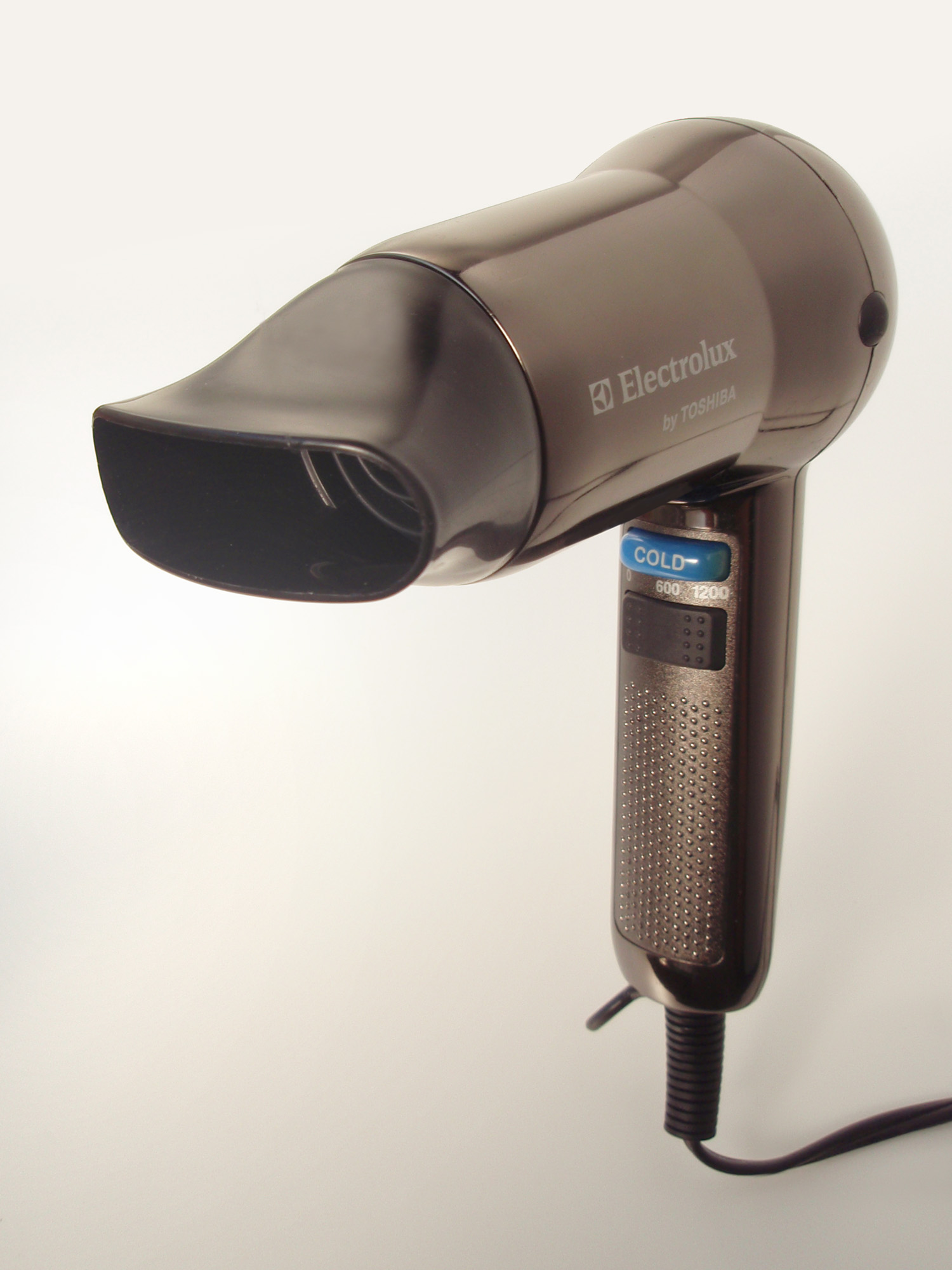
현대의 헤어 드라이어

헤어 드라이어(영어: hair dryer, hairdryer 또는 blowdryer, 문화어: 머리건조선풍기, 머리건조기), 헤어 드라이기는 축축한 머리카락을 차갑거나 따뜻한 공기로 말리는 전자 기기이다.
원래는 젖은 머리를 말리는 용도로 사용되지만, 젖은 머리를 헤어 브러시 등으로 모양을 고정한 상태에서 말리면 그 모양이 유지되는 성질이 있어, 머리 모양을 쉽게 바꾸기 위한 용도로도 많이 쓰인다. 또한, 헤어 제품을 사용해 원하는 스타일로 머리를 정돈하고 고정하는 데에도 활용된다.

## 역사

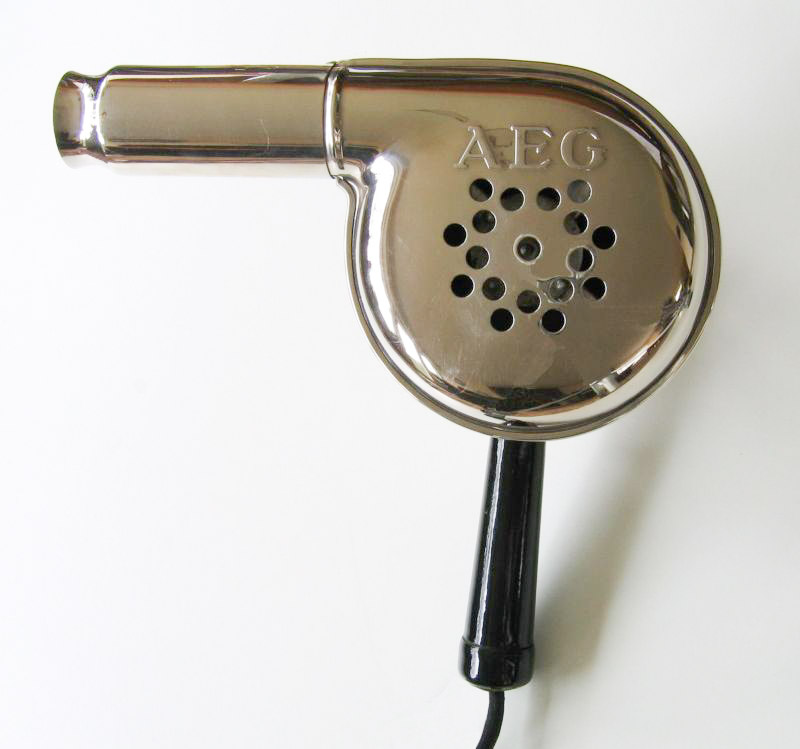
AEG에서 만든 드라이어, 약 1920~1925년경

### 세계
1888년 프랑스의 미용사 알렉상드르 고드프루아는 세계 최초의 헤어드라이어를 발명했다. 이 장치는 가스레인지의 굴뚝 파이프에 연결된 보닛 형태로, 사용자가 아래에 앉아야만 사용할 수 있었다. 이동이 불가능했고, 오직 그의 미용실에서만 쓰였다.
1911년에는 아르메니아계 미국인 발명가 가브리엘 카잔지안이 미국에서 최초로 헤어드라이어 특허를 취득했다. 1920년경부터는 휴대용 드라이어가 시중에 등장하기 시작했다. 이는 National Stamping and Electricworks(화이트 크로스 브랜드), 이후 Racine Universal Motor Company와 Hamilton Beach가 기술을 발전시키면서 가능해졌다. 이때 만들어진 드라이어는 손에 들 수 있을 정도로 작아졌지만, 무게가 약 0.9kg에 달해 사용하기 어려웠고, 과열되거나 감전되는 사고도 자주 발생했다. 전력도 100와트에 불과해 머리를 말리는 데 오랜 시간이 걸렸다. 참고로 오늘날의 드라이어는 최대 2000와트까지 사용할 수 있다.
1920년대 이후로는 드라이어의 성능보다는 외형이나 재질 변화에 주로 초점이 맞춰졌다. 기술적인 구조는 처음 발명된 이후 큰 변화가 없었다. 1960년대에 들어서 전기 모터 성능이 향상되고 플라스틱이 보급되면서 드라이어가 가벼워졌고, 이 변화가 본격적으로 확산되기 시작했다. 또 하나 중요한 변화는 1954년에 GEC가 모터를 본체 내부로 옮기는 디자인을 도입한 것이다.
1951년에는 ‘보닛 드라이어’가 일반 소비자용으로 처음 나왔다. 이 제품은 작은 박스 안에 있는 드라이어와 연결된 튜브가 구멍 뚫린 보닛으로 이어져 있었고, 그 보닛을 머리에 쓰면 머리 전체에 열이 고르게 전달되는 방식이었다.
같은 1950년대에는 미용실에서 자주 볼 수 있는 ‘고정형 후드 드라이어’도 등장했다. 딱딱한 플라스틱 헬멧처럼 생긴 이 드라이어는 머리를 둘러싸며 작동 방식은 보닛 드라이어와 비슷하지만, 더 강한 전력을 사용했다.
1970년대에는 미국 소비자제품안전위원회(CPSC)가 헤어드라이어의 안전 기준을 마련했다. 특히 1991년부터는 드라이어가 물에 젖었을 때 감전을 막을 수 있도록 ‘누전 차단 장치(GFCI)’를 반드시 넣도록 규정했다. 그 결과, 2000년경에는 드라이어로 인한 사망사고가 연간 4건 이하로 줄었는데, 이는 20세기 중반 수백 건에 달하던 감전 사고와 비교하면 큰 변화다.

### 대한민국
대한민국에서 헤어드라이어가 처음 도입된 시기는 1950년대 중반으로 추정된다. 이 시기는 한국전쟁 직후 국가 재건이 한창이던 시기로, 전기 및 기계류와 같은 생활용 전자제품은 대부분 외국에서 반입되거나 미군을 통해 유입되었다. 당시 헤어드라이어는 일반 가정에서 사용되기에는 가격이나 공급 여건상 접근이 어려웠으며, 주로 미군 부대 내 PX(Post Exchange)나 외교 경로를 통해 제한적으로 유통되었다.
이러한 수입품은 주로 미국 및 일본에서 제조된 제품들로, 헬멧형 고정식 드라이어나 금속제 휴대형 드라이어 등이 해당한다. 특히 1960년대 중반 이후, 1965년 한일 국교 정상화를 기점으로 일본과의 무역이 본격화되면서 일본산 전기 미용기기의 수입이 급증하였다. 당시 미용실에서는 일본의 내쇼날(現 파나소닉), 도시바, 히타치 등에서 생산한 드라이어가 자주 사용되었으며, 이는 미용 산업 내 전기기기 사용의 기반을 형성하는 데 일정한 역할을 하였다.
이와 같은 외국산 제품의 지속적인 유입은 미용업계 종사자들에게 전기 미용기기의 활용 가능성을 인식시키는 계기가 되었으며, 동시에 국내 전기전자 제조업체들에게도 새로운 시장 가능성을 시사하였다. 이에 따라 1970년대에 이르러 일부 중소 전기기업을 중심으로 헤어드라이어의 국산화가 본격적으로 추진되기 시작하였으므로 점차 미용실뿐만 아니라 일반 가정에서도 사용되기 시작하였다. 이러한 변화는 전기 보급률의 증가와 소비자들의 생활 수준 향상에 힘입은 바 크다.
1970년대 후반부터 1980년대에 걸쳐 헤어드라이어는 가전제품 시장에서 빠르게 자리잡기 시작하였다. 제조사들은 다양한 기능과 디자인을 갖춘 제품을 선보이며 소비자 선택의 폭을 넓혔고, 대중 매체를 통한 광고와 유통망 확장은 보급률 증가에 크게 기여하였다. 이 시기 헤어드라이어는 여성들의 뷰티 필수품으로 인식되며 생활필수 가전으로 자리매김하였다.
1990년대에는 기술적 발전과 함께 안전성 강화, 경량화, 접이식 구조, 다기능화 등이 이루어지면서 소비자들의 수요가 더욱 확대되었다. 특히 냉풍 기능, 풍속 조절, 온도 조절 기능 등의 도입으로 사용 편의성이 크게 향상되었으며, 이는 헤어드라이어 보급 성장에 중요한 역할을 하였다.
2000년대와 2010년대에 이르러서는 국내외 다양한 브랜드가 경쟁하며 품질과 디자인, 혁신 기술을 지속적으로 선보이고 있다. 이러한 발전은 헤어드라이어를 단순한 미용기기를 넘어 생활문화의 일부로 정착시키는 데 기여하였다.

## 기능

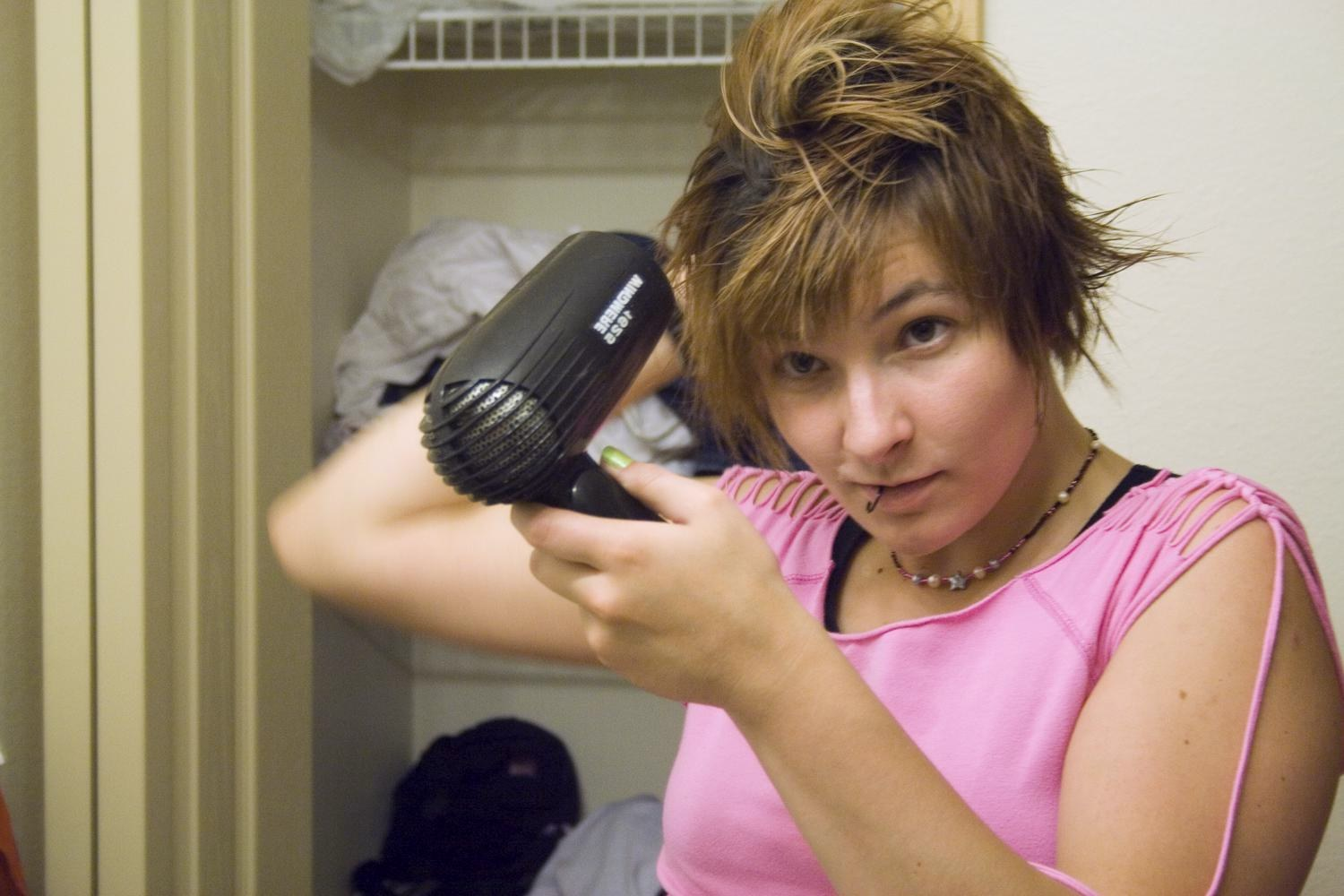
헤어드라이어로 머리를 말리는 여성

대부분의 헤어드라이어는 전기 열선과 공기를 불어주는 팬으로 구성되어 있다. 팬은 보통 범용 모터로 작동하고, 열선은 니크롬선을 감아 만든 형태다. 니크롬은 전기 저항이 크고 열에 강해서 잘 녹슬지 않아 드라이어에 적합하다.
2007년 조사에 따르면, 많은 제품들이 세라믹 열선을 사용하는데, 세라믹은 열이 빠르게 전달돼 드라이어가 더 빨리 뜨거워지고 머리도 더 빨리 마른다.
요즘 드라이어에는 '쿨샷 버튼'도 많이 달려 있다. 이 버튼을 누르면 열선이 꺼지고, 실온의 바람이 나온다. 이 바람은 머리 모양을 고정하는 데 도움을 주고, 잔머리를 줄여주며, 머릿결에 윤기를 더해주는 효과도 있다.
또한 일부 드라이어는 ‘이온 기능’을 제공하는데, 정전기를 줄여주고 머릿결을 더 매끄럽게 만든다고 한다. 다만 이 효과에 대해서는 논란이 있다.
드라이어에는 다양한 부속품도 있다. 대표적인 것들이 디퓨저, 집중 노즐, 빗 모양 노즐이다.
- 디퓨저는 곱슬머리나 염색모, 펌한 머리처럼 손상되기 쉬운 머리에 적합하다. 강한 바람 대신 부드럽고 넓게 퍼지는 바람을 줘서 머리가 날리지 않고, 더 천천히, 낮은 온도로 마르게 한다. 덕분에 부스스함이 줄고 볼륨은 살아난다.
- 집중 노즐은 반대로 바람을 한곳에 모아주는 역할을 한다. 노즐 끝이 좁아져 열이 집중되므로 특정 부위를 빠르게 말릴 수 있다.
- 빗 모양 노즐은 집중 노즐 끝에 빗처럼 생긴 부분이 달려 있어, 따로 빗이나 브러시 없이도 머리를 정리하며 말릴 수 있다.

헤어드라이어는 머릿니 치료에도 효과가 있는 것으로 알려져 있다.

## 종류

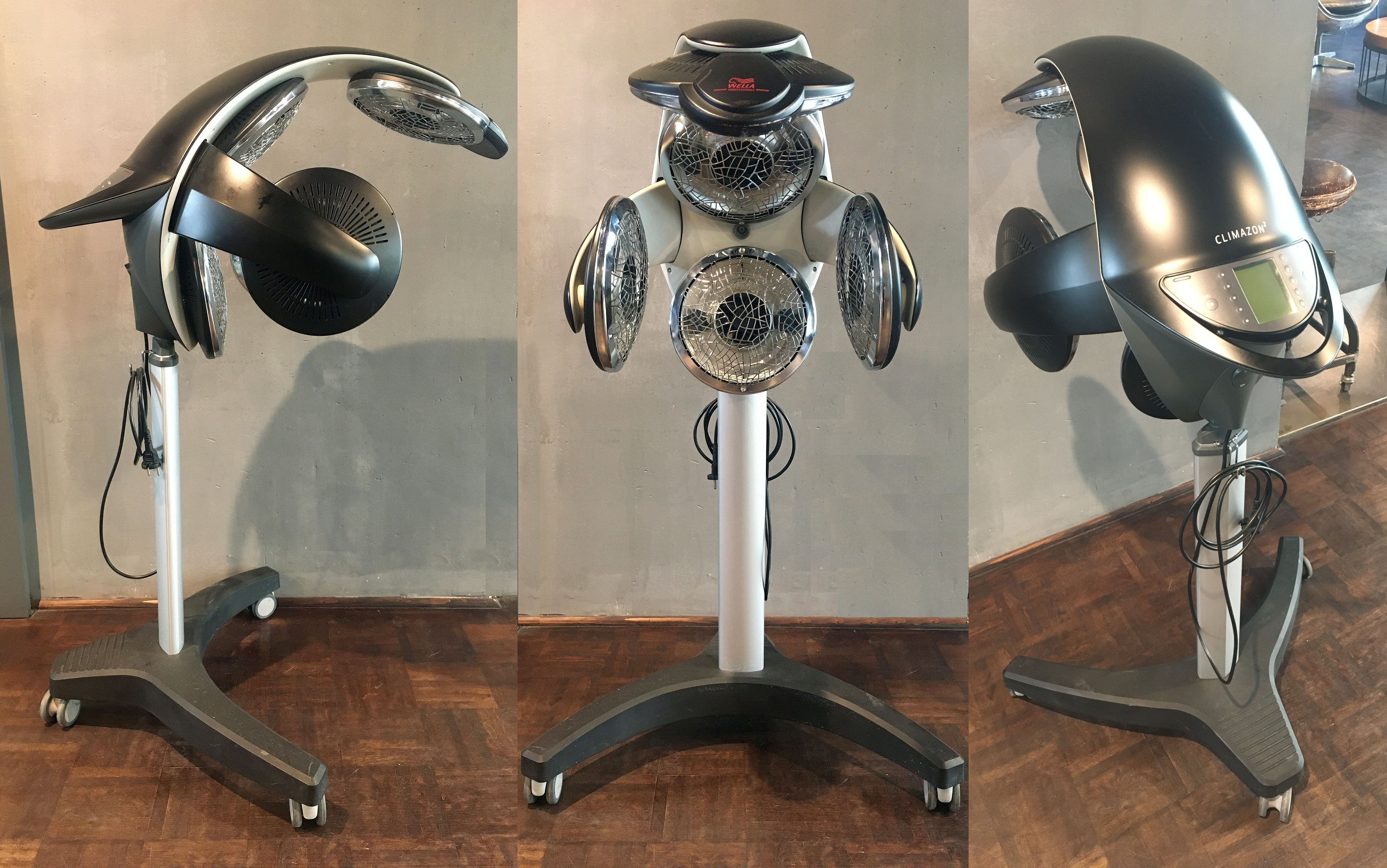
특수한 종류의 후드 드라이어: 2010년대경 미용실용 전문 전기 적외선 헤어드라이어

현재 헤어드라이어는 크게 두 가지 종류로 나뉜다: 휴대용 드라이어와 고정형 후드 드라이어다.
후드 드라이어는 딱딱한 플라스틱 돔 형태로, 사용자의 머리를 덮는 방식이다. 돔 안쪽에 있는 작은 구멍들을 통해 뜨거운 바람이 골고루 나와 머리를 균일하게 말려준다. 주로 미용실에서 사용된다.

### 헤어 드라이어 브러시
헤어 드라이어 브러시는 ‘핫 에어 브러시’, ‘라운드 브러시 드라이어’, ‘헤어 스타일러’ 등으로도 불리며, 브러시 형태로 되어 있어 머리를 말리는 동시에 볼륨을 살리는 데에도 사용된다.
라운드 브러시 드라이어는 회전식과 고정식 두 가지로 나뉜다. 회전식은 브러시 부분이 자동으로 회전하며, 고정식은 회전 없이 사용자가 손으로 직접 움직여야 한다.

## 용도
업무용은 일반용에 비해 내구성이 높고 바람 세기도 강한 편이다. 다만, 업무용은 사용 시간이 일반용과 비교할 수 없을 만큼 길기 때문에 내구성이 높다고 해서 오래 쓸 수 있다는 뜻은 아니다. 업무용과 일반용은 유통 경로가 다르기 때문에 일반 소비자가 업무용 제품을 구하기는 어렵다.
업무용 드라이어는 강한 바람을 내기 위해 무거운 경우가 많지만, 오래 사용하면 손이 피로해지기 때문에 최근에는 300g 이하로 가벼워진 업무용 제품도 개발되고 있다.

## 문화적 언급
영국 역사 드라마 《다운튼 애비》에서는 1925년을 배경으로 한 시즌 6, 9화에서 등장인물이 휴대용 헤어드라이어를 구입하는 장면을 통해 휴대용 헤어드라이어의 발명을 언급했다.